# ميتسودو فوتشيدا
ميتسودو فوتشيدا (باليابانية: 淵田 美津雄) هو قائد عسكري ياباني ولد في يوم 3 ديسمبر 1902 في نارا في اليابان. كان قائد في القوات الجوية للبحرية الإمبراطورية اليابانية. كان أحد قادة قصف قصف بيرل هاربر. عمل تحت إمرة القائد تشويتشي ناغومو وكان مشرف على الطيارين الانتحاريين المعروفين بالكاميكازي. بعد نهاية الحرب اعتنق المسيحية وعاش فترة في الولايات المتحدة، وتوفي في يوم 30 مايو 1976 في كاشيوارا.